# 慕蘭薩城堡

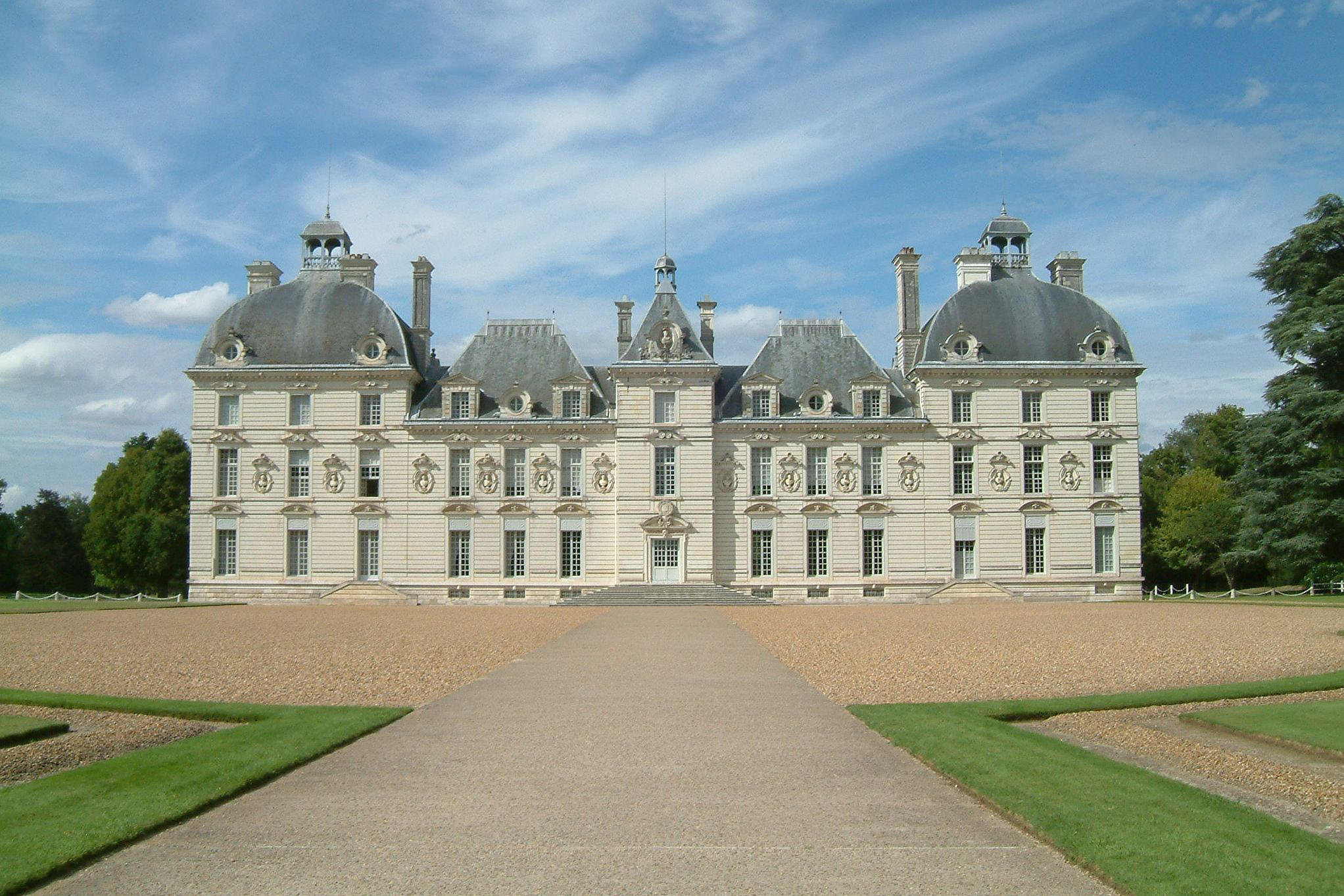
謝韋爾尼城堡被作為慕蘭薩城堡的靈感來源之一，中間的塔和兩邊的側翼都大致相同

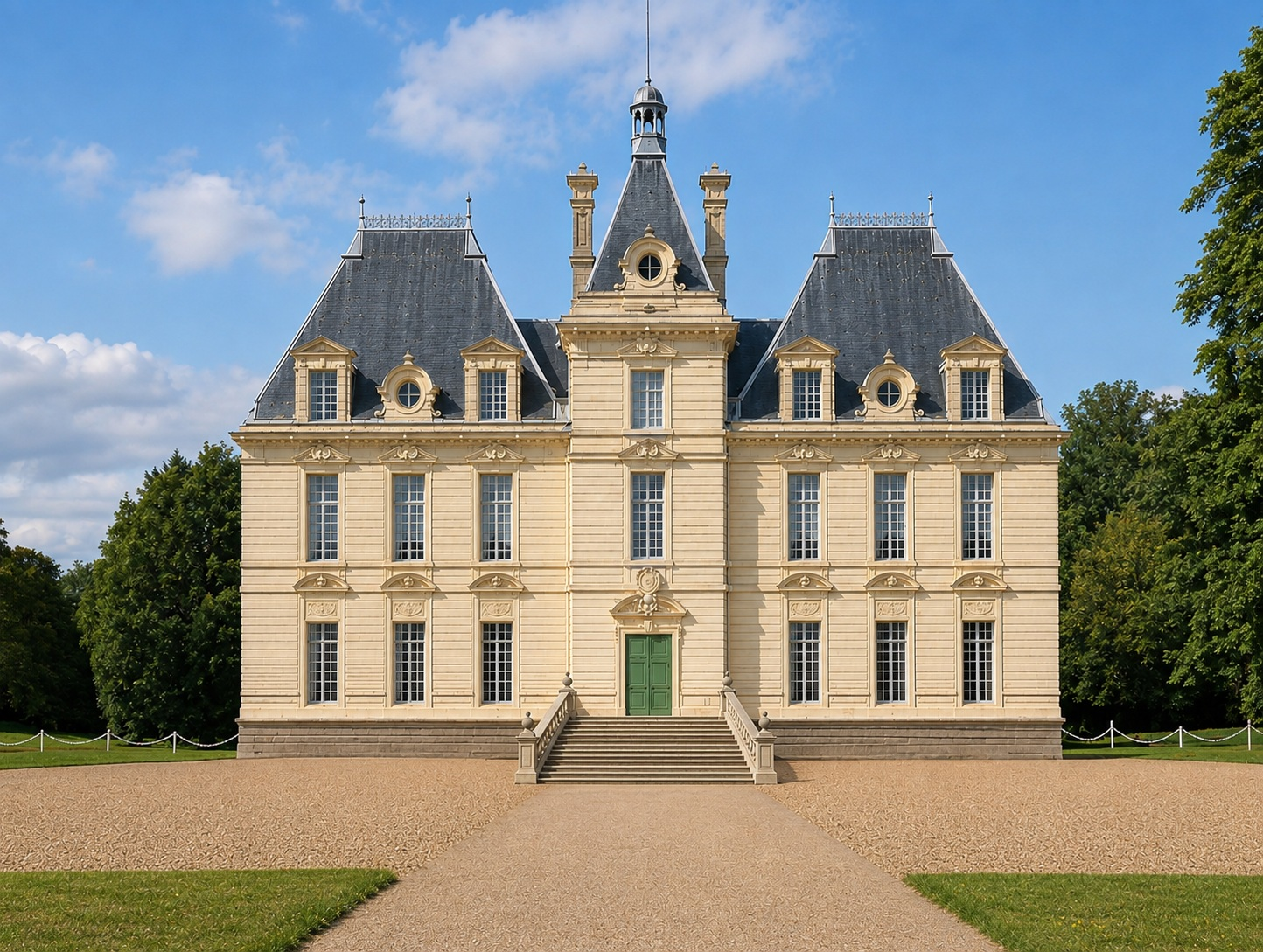
去掉兩邊的側翼的謝韋爾尼城堡

慕蘭薩城堡（法語：Le château de Moulinsart [mu.lɛ̃.saʁ]）是比利時畫家埃爾熱所著《丁丁歷險記》中阿道克船長的家。
慕蘭薩城堡的原始法語名稱Moulinsart源自Sart-Moulin，這是比利時華隆-布拉邦省布賴訥拉勒附近的一個村莊。 管理埃爾熱作品的比利時公司（主要是丁丁系列）也被稱為Moulinsart S.A.。
慕蘭薩城堡最早出現在《獨角獸號的秘密》中，是故事中惡棍羅塞兄弟（Maxime et G. Loiseau）的家。在續集《紅色拉克姆的寶藏》結束時，人們發現該莊園是由阿道克船長的祖先弗朗西斯·阿道克爵士建造的。它後來由卡爾庫魯斯教授代表船長購買，而傳說中的寶藏本身就被藏在莊園舊教堂的酒窖中。在接下來的幾年中，慕蘭薩城堡成為了丁丁、白雪、阿道克船長、卡爾庫魯斯教授展開冒險的基地。